# Morley (Iowa)
Morley – miasto w Stanach Zjednoczonych, w stanie Iowa, w hrabstwie Jones. W 2000 roku liczyło 88 mieszkańców.